# Tokarnia (Klein-Polen)
Tokarnia is een dorp in de Poolse woiwodschap Klein-Polen. De plaats maakt deel uit van de gemeente Tokarnia en telt 2800 inwoners.